# Double Jeopardy (película de 1999)
Double Jeopardy (titulada en castellano Doble traición en España y Doble riesgo en Hispanoamérica) es un thriller protagonizado por Tommy Lee Jones, Ashley Judd y Bruce Greenwood. Fue estrenada el 21 de septiembre de 1999 y el 17 de marzo de 2000 en España.

## Sinopsis
Libby Parsons (Ashley Judd) descubre, tras ser acusada del asesinato de su marido (Bruce Greenwood), que este escenificó su propia muerte de tal manera que todas las pruebas la incriminaran. Una vez en libertad condicional, ella recorre la ciudad para encontrarle y esto obliga a su oficial de libertad condicional, Travis Lehman (Tommy Lee Jones), a seguirla. Al conseguir escapar, decide ir a buscar a su pequeño hijo.

## Argumento
Libby y Nick Parsons son residentes ricos de Whidbey Island, Washington. Angela, la amiga de Libby, se ofrece a cuidar a Matty, su hijo de cuatro años, para que puedan pasar un fin de semana romántico navegando. Durante esta excursión de barco Libby se despierta y encuentra sangre por todas partes y Nick desaparecido. La Guardia Costera llega y encuentra a Libby sosteniendo un cuchillo ensangrentado.
Aunque no se encuentra el cuerpo de Nick, Libby es condenada por asesinato. Se supone que su motivo es una póliza de seguro de vida de $2 millones y su supuesto conocimiento de que Nick estaba bajo investigación por malversación de fondos. Como no quiere que Matty quede bajo la tutela del estado, le pide a Angela que lo adopte mientras ella está en prisión. 
Cuando Angela deja de traer a Matty de visita, Libby finge ser Angela y llama por teléfono a su empleador de maestra con el pretexto de asegurarse de que tienen el número de teléfono de donde se ha mudado. Llama a Ángela en San Francisco y durante su conversación con Matty, Nick entra y Matty grita: "¡Papá!" Libby se da cuenta de que Nick fingió su muerte. 
Después de no conseguir ayuda para la investigación, Margaret, una compañera de prisión y ex abogada, le dice a Libby que obtenga libertad condicional por buena conducta al afirmar falsamente remordimiento por "matar" a Nick. Una vez libre, Libby puede matar a Nick con impunidad debido a la "double jeopardy|ley de doble incriminación"  en la Quinta Enmienda a la Constitución de los Estados Unidos.
Después de seis años en prisión, Libby obtiene la libertad condicional en una casa de transición bajo la supervisión del oficial Travis Lehman, un ex profesor de derecho cuya esposa e hija lo abandonaron debido a su alcoholismo. Para buscar a Nick, Libby viola el toque de queda y es sorprendida irrumpiendo en la antigua escuela de Matty en Whidbey Island para obtener los registros de Angela. Mientras Lehman lleva a Libby de regreso a prisión, él se descuida bebiendo y ella toma su arma y se aleja nadando en Puget Sound. Visita a su madre, quien le da dinero y su camioneta.
Libby usa el número de Seguro Social de Angela para conocer su dirección en Colorado. Allí se entera de la antigua vecina de Ángela que Ángela, con un nombre diferente, murió tres años antes en una explosión de gas natural. Una imagen de Angela en el artículo del periódico revela detrás de ella una pintura de Wassily Kandinsky, propiedad de Nick, que Libby puede rastrear hasta Nueva Orleans a través de una galería de arte. En la galería, Lehman casi la atrapa, pero Libby embiste con su camioneta el auto de Lehman y lo destruye antes de irse. Vuela a Nueva Orleans y encuentra a Nick dirigiendo un pequeño hotel de lujo bajo el alias de Jonathan Devereaux.
Libby se enfrenta a Nick durante una subasta para recaudar fondos en su hotel y le exige que devuelva a Matty a cambio de que ella se vaya sin exponer su alias y su crimen. Nick le dice que fingió su muerte para evitar la cárcel y proporcionarles a ella y a Matty el dinero del seguro, sin creer que ella sería condenada y que la muerte de Angie fue un accidente. Libby se burla de sus mentiras. Durante su conversación, Libby ve a Lehman llegar al hotel y ella sale de prisa. Lehman le dice a "Jonathan" que Libby cree que él es su marido muerto e informa a la policía local que ella está en la zona.
Libby hace arreglos para encontrarse con Nick en el Cementerio Lafayette, una atracción turística que estará llena de gente donde ella cree que estará más segura, para entregar a Matty. Nick contrata a un chico para atraer a Libby a un mausoleo, donde Nick noquea a Libby y la encierra en un ataúd con un cadáver. Con la pistola de Lehman, ella dispara las bisagras de la tapa del ataúd, la empuja, y escapa. Mientras tanto, Lehman está en la oficina de "Jonathan" y nota la obra de arte de Kandinsky que Libby estaba buscando en la galería. Ahora, inseguro de la culpabilidad de Libby, le dice a su jefe en el estado de Washington que le envíe por fax la licencia de conducir de "Nicholas Parsons".
Lehman intercepta a Libby y ella empieza a sollozar. Luego Lehman va al hotel de Nick, donde le revela que conoce su verdadera identidad. Después de que Lehman acepta un soborno de $1 millón, Nick admite haber "asesinado" a Libby. Libby emerge con el arma de Lehman y tanto ella como Lehman le dicen a Nick que puede matarlo impunemente debido a la regla de la doble incriminación. Sin embargo, en lugar de dispararle a Nick, le dispara a la pintura Kandinsky. Nick le dice dónde está Matty, Lehman le revela que ha grabado la confesión de Nick, y Nick saca un arma y le dispara a Lehman en el hombro. En la lucha que sigue, Nick está a punto de dispararle a Lehman otra vez, pero Libby recupera su arma y mata a Nick. 
Lehman insiste en que regresen a Washington para obtener su perdón. Más tarde encuentran a Matty en un internado en Georgia, donde inmediatamente reconoce a su madre y se abrazan.

## Reparto
- Tommy Lee Jones -Travis Lehman
- Ashley Judd - Elizabeth 'Libby' Parsons
- Benjamin Weir - Matty Parsons, Age 4
- Jay Brazeau - Bobby Long
- Bruce Greenwood - Nicholas 'Nick' Parsons
- John Maclaren - Rudy
- Ed Evanko - Warren
- Annabeth Gish - Angela 'Angie' Green

## Recepción crítica y comercial
Según la página de Internet Rotten Tomatoes recibió un 26% de comentarios positivos, llegando a la siguiente conclusión: "Un gran reparto no puede salvar este olvidable thriller".
Según la página de Internet Metacritic obtuvo críticas mixtas, con un 40%, basado en 30 comentarios de los cuales 7 son positivos.
Entró directamente en el número uno de la taquilla estadounidense manteniéndose en esa posición durante tres semanas consecutivas. Recaudó en Estados Unidos 116 millones de dólares. Sumando las recaudaciones internacionales la cifra asciende a 177 millones. Su presupuesto fue de 70 millones.

## DVD
Doble traición salió a la venta el 7 de marzo de 2001 en España, en DVD. El disco contiene avance de cine y detrás de cámaras.